# 鲍勃·西格伦
鲍勃·西格伦（英語：Bob Seagren，1946年10月17日—），美国男子田径运动员。他曾代表美国参加1968年和1972年夏季奥林匹克运动会田径比赛，获得一枚金牌和一枚银牌。